# NGC 5189
NGC 5189 (Gum 47, IC 4274 biệt danh là Tinh vân hành tinh xoắn ốc) là tên của một tinh vân hành tinh nằm trong chòm sao Thương Dăng. Nó được phát hiện vào ngày 1 tháng 7 năm 1826 bởi nhà thiên văn học người Scotland James Dunlop và nó được ông biên mục là Δ252. Trong nhiều năm, vào những năm 1960, nó được xem là tinh vân phát xạ. Karl Gordon Henize, nhà thiên văn học người Mỹ đã mô tả NGC 5189 là một bán hành tinh dựa trên sự phát ra quang phổ của nó.
Thông qua kính viễn vọng, ta nhìn thấy nó có hình chữ S, khiến ta liên tưởng đến một thiên hà xoắn ốc có thanh chắn. Hình dáng chữ S, cùng với các điểm đối xứng tâm trong tinh vân, đã khiến cho các nhà thiên văn học nghĩ rằng nó có một hệ sao đôi ở trung tâm. Các phép phân tích những bức ảnh chụp từ kính viễn vọng không gian Hubble cho thấy cấu trúc hình chữ S thực chất rằng nó là hai vùng ion hóa thấp. Một vùng di chuyển về phía đông bắc của tinh vân này, còn lại thì đang di chuyển về phía tây nam. Đó có thể là kết quả của sự bùng phát gần đây của ngôi sao trung tâm. Các quan sát của kính thiên văn lớn của Nam Phi cuối cùng đã tìm thấy một sao lùn trắng quay quanh một ngôi sao Wolf-Rayet có khối lượng thấp hiếm hoi của NGC 5189 với chu kì 4,05 ngày. Khoảng cách của tinh vân này với chúng ta xấp xỉ khoảng 546 parsec (1780 năm ánh sáng). Các phép đo khác cho kết quả là 900 parsec (3000 năm ánh sáng).

## Dữ liệu hiện tại
Theo như quan sát, đây là thiên hà nằm trong chòm sao Xử Nữ và dưới đây là một số dữ liệu khác:
Xích kinh 13h 33m 32.97s
Độ nghiêng −65° 58′ 26.7″
Cấp sao biểu kiến 8.2, 8.5p
Kích thước biểu kiến 90 × 62'
Bán kính 1 năm ánh sáng